# Olympische Sommerspiele 2004/Rudern – Leichtgewichts-Doppelzweier (Männer)
Der Ruderwettbewerb im Leichtgewichts-Doppelzweier der Männer bei den Olympischen Spielen 2004 in Athen wurde vom 15. bis zum 22. August 2004 im Schinias Olympic Rowing and Canoeing Centre ausgetragen. 42 Athleten in 21 Booten traten an.
Die Ruderregatta, die über 2000 Meter ausgetragen wurde, begann mit vier Vorläufen mit jeweils sechs oder fünf Mannschaften. Die jeweils erstplatzierten Boote der Vorläufe qualifizierten sich für das Halbfinale A/B, während die verbleibenden 17 Boote in den Hoffnungslauf gingen. Im Hoffnungslauf qualifizierten sich die erst- und zweitplatzierten Boote ebenfalls für das Halbfinale A/B, während die verbliebenen neun Boote in das Halbfinale C/D gingen.
In den beiden Halbfinalläufen A/B qualifizierten sich die ersten drei Boote für das Finale A, die Plätze 4 bis 6 qualifizierten sich für das Finale B. In den beiden Läufen des Halbfinals C/D gelangten die ersten drei Boote ins Finale C, während die restlichen Boote aus dem Wettbewerb ausschieden. Im A-Finale am 22. August kämpften die besten sechs Boote um olympische Medaillen.
Die jeweils qualifizierten Ruderer sind hellgrün unterlegt.
Tomasz Kucharski und Robert Sycz konnten ihren Titel im Leichtgewichts-Doppelzweier der Männer verteidigen. Allerdings mussten sie dafür den Umweg über den Hoffnungslauf nehmen, da sie im Vorlauf den beiden Dänen Mads Rasmussen und Rasmus Quist unterlegen waren, die am Ende den vierten platz belegten. Bei den Weltmeisterschaften 2003 unterlagen die Polen noch den Olympiazweiten aus Italien Elia Luini und Leonardo Pettinari, die drei Jahre in Folge vor den Polen Weltmeister werden konnten. Die beiden Italiener verpassten aber mit dem fünften Platz im zweiten Halbfinale A/B die Qualifikation für das A-Finale und konnten damit nicht in den Kampf um die Medaillen eingreifen. Pascal Touron konnte nach der Bronzemedaille in Sydney mit seinem neuen Partner Frédéric Dufour dieses Mal die Silbermedaille für Frankreich gewinnen. Auch Vasileios Polymeros war schon in Sydney dabei, wo er den achten Platz im Leichtgewichts-Doppelzweier belegte. Auf der heimischen Regattastrecke konnte der Grieche mit seinem Partner Nikolaos Skiathitis die Bronzemedaille gewinnen. Die beiden gewannen damit die erste olympische Medaille im Rudern für Griechenland.

## Titelträger
| Olympiasieger | Polen Besatzung: Tomasz Kucharski, Robert Sycz    | Sydney 2000  |
| Weltmeister   | Italien Besatzung: Elia Luini, Leonardo Pettinari | Mailand 2003 |

## Vorläufe
Sonntag, 15. August 2004
- Qualifikationsnormen: Platz 1 -> Halbfinale A/B, ab Platz 2 -> Hoffnungslauf

### Vorlauf 1
| Platz | Bahn | Nation       | Athleten                                 | Zeit (min) | Qualifikation |
| ----- | ---- | ------------ | ---------------------------------------- | ---------- | ------------- |
| 1     | 4    | Griechenland | Vasileios Polymeros, Nikolaos Skiathitis | 6:15,22    | Halbfinale    |
| 2     | 3    | Italien      | Elia Luini, Leonardo Pettinari           | 6:19,82    | Hoffnungslauf |
| 3     | 2    | Slowakei     | Ľuboš Podstupka, Lukáš Babač             | 6:22,00    | Hoffnungslauf |
| 4     | 1    | China        | Zhu Zhifu, Yang Jian                     | 6:22,64    | Hoffnungslauf |
| 5     | 6    | Kuba         | Armando Arrechavaleta, Yosvel Iglesias   | 6:25,14    | Hoffnungslauf |
| 6     | 5    | Brasilien    | Thiago Gomes, José Sobral Júnior         | 6:33,92    | Hoffnungslauf |

### Vorlauf 2
| Platz | Bahn | Nation     | Athleten                       | Zeit (min) | Qualifikation |
| ----- | ---- | ---------- | ------------------------------ | ---------- | ------------- |
| 1     | 4    | Frankreich | Frédéric Dufour, Pascal Touron | 6:14,55    | Halbfinale    |
| 2     | 3    | Ungarn     | Zsolt Hirling, Tamás Varga     | 6:20,98    | Hoffnungslauf |
| 3     | 2    | Spanien    | Rubén Álvarez, Juan Zunzunegui | 6:23,23    | Hoffnungslauf |
| 4     | 5    | Japan      | Kazushige Ura, Daisaku Takeda  | 6:24,08    | Hoffnungslauf |
| 5     | 1    | Hongkong   | Lo Ting Wai, So Sau Wah        | 6:43,49    | Hoffnungslauf |

### Vorlauf 3
| Platz | Bahn | Nation      | Athleten                            | Zeit (min) | Qualifikation |
| ----- | ---- | ----------- | ----------------------------------- | ---------- | ------------- |
| 1     | 5    | Dänemark    | Mads Rasmussen, Rasmus Quist        | 6:17,68    | Halbfinale    |
| 2     | 4    | Polen       | Tomasz Kucharski, Robert Sycz       | 6:21,45    | Hoffnungslauf |
| 3     | 3    | Deutschland | Manuel Brehmer, Ingo Euler          | 6:25,22    | Hoffnungslauf |
| 4     | 1    | Australien  | George Jelbart, Cameron Wurf        | 6:28,94    | Hoffnungslauf |
| 5     | 2    | Usbekistan  | Sergey Bogdanov, Ruslan Naursalijew | 6:52,34    | Hoffnungslauf |

### Vorlauf 4
| Platz | Bahn | Nation             | Athleten                                | Zeit (min) | Qualifikation |
| ----- | ---- | ------------------ | --------------------------------------- | ---------- | ------------- |
| 1     | 3    | Irland             | Sam Lynch, Gearóid Towey                | 6:16,63    | Halbfinale    |
| 2     | 4    | Vereinigte Staaten | Steve Tucker, Gregory Ruckman           | 6:20,00    | Hoffnungslauf |
| 3     | 5    | Tschechien         | Václav Maleček, Michal Vabroušek        | 6:21,82    | Hoffnungslauf |
| 4     | 1    | Belgien            | Justin Gevaert, Wouter van der Fraenen  | 6:26,25    | Hoffnungslauf |
| 5     | 2    | Uruguay            | Rodolfo Collazo, José Reboledo Píñeyrua | 6:29,20    | Hoffnungslauf |

## Hoffnungsläufe
Dienstag, 17. August 2004
- Qualifikationsnormen: Platz 1-2 -> Halbfinale A/B, ab Platz 3 -> Halbfinale C/D

### Hoffnungslauf 1
| Platz | Bahn | Nation             | Athleten                               | Zeit (min) | Qualifikation  |
| ----- | ---- | ------------------ | -------------------------------------- | ---------- | -------------- |
| 1     | 4    | Japan              | Kazushige Ura, Daisaku Takeda          | 6:17,26    | Halbfinale A/B |
| 2     | 3    | Vereinigte Staaten | Steve Tucker, Gregory Ruckman          | 6:19,35    | Halbfinale A/B |
| 3     | 2    | Deutschland        | Manuel Brehmer, Ingo Euler             | 6:21,57    | Halbfinale C/D |
| 4     | 1    | Kuba               | Armando Arrechavaleta, Yosvel Iglesias | 6:27,89    | Halbfinale C/D |

### Hoffnungslauf 2
| Platz | Bahn | Nation  | Athleten                                | Zeit (min) | Qualifikation  |
| ----- | ---- | ------- | --------------------------------------- | ---------- | -------------- |
| 1     | 2    | Polen   | Tomasz Kucharski, Robert Sycz           | 6:20,90    | Halbfinale A/B |
| 2     | 3    | Spanien | Rubén Álvarez, Juan Zunzunegui          | 6:26,66    | Halbfinale A/B |
| 3     | 4    | Uruguay | Rodolfo Collazo, José Reboledo Píñeyrua | 6:30,23    | Halbfinale C/D |
| 4     | 1    | China   | Zhu Zhifu, Yang Jian                    | 6:31,87    | Halbfinale C/D |

### Hoffnungslauf 3
| Platz | Bahn | Nation     | Athleten                               | Zeit (min) | Qualifikation  |
| ----- | ---- | ---------- | -------------------------------------- | ---------- | -------------- |
| 1     | 2    | Ungarn     | Zsolt Hirling, Tamás Varga             | 6:22,63    | Halbfinale A/B |
| 2     | 3    | Slowakei   | Ľuboš Podstupka, Lukáš Babač           | 6:25,75    | Halbfinale A/B |
| 3     | 1    | Belgien    | Justin Gevaert, Wouter van der Fraenen | 6:31,18    | Halbfinale C/D |
| 4     | 4    | Usbekistan | Sergey Bogdanov, Ruslan Naursalijew    | 6:45,69    | Halbfinale C/D |

### Hoffnungslauf 4
| Platz | Bahn | Nation     | Athleten                         | Zeit (min) | Qualifikation  |
| ----- | ---- | ---------- | -------------------------------- | ---------- | -------------- |
| 1     | 2    | Tschechien | Václav Maleček, Michal Vabroušek | 6:19,04    | Halbfinale A/B |
| 2     | 3    | Italien    | Elia Luini, Leonardo Pettinari   | 6:21,22    | Halbfinale A/B |
| 3     | 4    | Australien | George Jelbart, Cameron Wurf     | 6:26,10    | Halbfinale C/D |
| 4     | 5    | Brasilien  | Thiago Gomes, José Sobral Júnior | 6:33,66    | Halbfinale C/D |
| 5     | 1    | Hongkong   | Lo Ting Wai, So Sau Wah          | 6:41,09    | Halbfinale C/D |

## Halbfinale
Mittwoch, 19. August 2004

### Halbfinale A/B
- Qualifikationsnormen: Plätze 1-3 -> Finale A, ab Platz 4 -> Finale B

#### Halbfinale A/B 1
| Platz | Bahn | Nation             | Athleten                                 | Zeit (min) | Qualifikation |
| ----- | ---- | ------------------ | ---------------------------------------- | ---------- | ------------- |
| 1     | 2    | Polen              | Tomasz Kucharski, Robert Sycz            | 6:14,91    | Finale A      |
| 2     | 3    | Griechenland       | Vasileios Polymeros, Nikolaos Skiathitis | 6:17,12    | Finale A      |
| 3     | 4    | Dänemark           | Mads Rasmussen, Rasmus Quist             | 6:17,85    | Finale A      |
| 4     | 6    | Vereinigte Staaten | Steve Tucker, Gregory Ruckman            | 6:21,46    | Finale B      |
| 5     | 5    | Tschechien         | Václav Maleček, Michal Vabroušek         | 6:23,17    | Finale B      |
| 6     | 1    | Slowakei           | Ľuboš Podstupka, Lukáš Babač             | 6:29,44    | Finale B      |

#### Halbfinale A/B 2
| Platz | Bahn | Nation     | Athleten                       | Zeit (min) | Qualifikation |
| ----- | ---- | ---------- | ------------------------------ | ---------- | ------------- |
| 1     | 4    | Frankreich | Frédéric Dufour, Pascal Touron | 6:16,33    | Finale A      |
| 2     | 2    | Ungarn     | Zsolt Hirling, Tamás Varga     | 6:18,23    | Finale A      |
| 3     | 5    | Japan      | Kazushige Ura, Daisaku Takeda  | 6:18,51    | Finale A      |
| 4     | 3    | Irland     | Sam Lynch, Gearóid Towey       | 6:19,09    | Finale B      |
| 5     | 1    | Italien    | Elia Luini, Leonardo Pettinari | 6:23,72    | Finale B      |
| 6     | 6    | Spanien    | Rubén Álvarez, Juan Zunzunegui | 6:30,15    | Finale B      |

### Halbfinale C/D
- Qualifikationsnormen: Plätze 1-3 -> Finale C, ab Platz 4 -> ausgeschieden

#### Halbfinale C/D 1
| Platz | Bahn | Nation      | Athleten                               | Zeit (min) | Qualifikation |
| ----- | ---- | ----------- | -------------------------------------- | ---------- | ------------- |
| 1     | 2    | Deutschland | Manuel Brehmer, Ingo Euler             | 6:23,22    | Finale C      |
| 2     | 3    | Belgien     | Justin Gevaert, Wouter van der Fraenen | 6:25,34    | Finale C      |
| 3     | 1    | China       | Zhu Zhifu, Yang Jian                   | 6:25,97    | Finale C      |
| 4     | 4    | Brasilien   | Thiago Gomes, José Sobral Júnior       | 6:26,98    | ausgeschieden |

#### Halbfinale C/D 2
| Platz | Bahn | Nation     | Athleten                                | Zeit (min) | Qualifikation |
| ----- | ---- | ---------- | --------------------------------------- | ---------- | ------------- |
| 1     | 3    | Australien | George Jelbart, Cameron Wurf            | 6:27,68    | Finale C      |
| 2     | 1    | Kuba       | Armando Arrechavaleta, Yosvel Iglesias  | 6:28,09    | Finale C      |
| 3     | 2    | Uruguay    | Rodolfo Collazo, José Reboledo Píñeyrua | 6:29,39    | Finale C      |
| 4     | 5    | Hongkong   | Lo Ting Wai, So Sau Wah                 | 6:37,03    | ausgeschieden |
| 5     | 4    | Usbekistan | Sergey Bogdanov, Ruslan Naursalijew     | 6:45,47    | ausgeschieden |

## Finale

### A-Finale
Sonntag, 22. August 2004, 8:50 Uhr MESZ

Anmerkung: zur Ermittlung der Plätze 1 bis 6
| Platz | Bahn | Nation       | Athleten                                 | Zeit (min) |
| ----- | ---- | ------------ | ---------------------------------------- | ---------- |
| 1     | 3    | Polen        | Tomasz Kucharski, Robert Sycz            | 6:20,93    |
| 2     | 4    | Frankreich   | Frédéric Dufour, Pascal Touron           | 6:21,46    |
| 3     | 5    | Griechenland | Vasileios Polymeros, Nikolaos Skiathitis | 6:23,23    |
| 4     | 6    | Dänemark     | Mads Rasmussen, Rasmus Quist             | 6:23,92    |
| 5     | 2    | Ungarn       | Zsolt Hirling, Tamás Varga               | 6:24,69    |
| 6     | 1    | Japan        | Kazushige Ura, Daisaku Takeda            | 6:24,98    |

### B-Finale
Samstag, 21. August 2004, 11:20 Uhr MESZ

Anmerkung: zur Ermittlung der Plätze 7 bis 12
| Platz | Bahn | Nation             | Athleten                         | Zeit (min) |
| ----- | ---- | ------------------ | -------------------------------- | ---------- |
| 7     | 3    | Vereinigte Staaten | Steve Tucker, Gregory Ruckman    | 6:45,20    |
| 8     | 1    | Spanien            | Rubén Álvarez, Juan Zunzunegui   | 6:46,48    |
| 9     | 5    | Tschechien         | Václav Maleček, Michal Vabroušek | 6:46,77    |
| 10    | 4    | Irland             | Sam Lynch, Gearóid Towey         | 6:49,26    |
| 11    | 6    | Slowakei           | Ľuboš Podstupka, Lukáš Babač     | 6:58,78    |
| 12    | 2    | Italien            | Elia Luini, Leonardo Pettinari   | 7:01,86    |

### C-Finale
Samstag, 21. August 2004, 12:20 Uhr MESZ

Anmerkung: zur Ermittlung der Plätze 13 bis 18
| Platz | Bahn | Nation      | Athleten                                | Zeit (min) |
| ----- | ---- | ----------- | --------------------------------------- | ---------- |
| 13    | 3    | Deutschland | Manuel Brehmer, Ingo Euler              | 6:45,62    |
| 14    | 5    | Kuba        | Armando Arrechavaleta, Yosvel Iglesias  | 6:48,50    |
| 15    | 2    | Belgien     | Justin Gevaert, Wouter van der Fraenen  | 6:50,07    |
| 16    | 4    | Australien  | George Jelbart, Cameron Wurf            | 6:51,32    |
| 17    | 1    | China       | Zhu Zhifu, Yang Jian                    | 6:58,88    |
| 18    | 6    | Uruguay     | Rodolfo Collazo, José Reboledo Píñeyrua | 7:03,72    |

### Weiteres Klassement ohne Finals
| Platz | Nation     | Athleten                            | Zeit (min) |
| ----- | ---------- | ----------------------------------- | ---------- |
| 19    | Brasilien  | Thiago Gomes, José Sobral Júnior    | –          |
| 20    | Hongkong   | Lo Ting Wai, So Sau Wah             | –          |
| 21    | Usbekistan | Sergey Bogdanov, Ruslan Naursalijew | –          |